# Regering-Bettel-Schneider II
De regering-Bettel-Schneider II was tussen 5 december 2018 en 17 november 2023 de regering van het Groothertogdom Luxemburg. Het betrof een verkeerslichtcoalitie, bestaande uit de Demokratesch Partei (DP), de Lëtzebuerger Sozialistesch Aarbechterpartei (LSAP) en Déi Gréng (DG). Deze regering trad aan na de parlementsverkiezingen van 2018 en was een voortzetting van de regering-Bettel-Schneider I, die tussen 2013 en 2018 aan de macht was.
De regering werd aangevoerd door premier Xavier Bettel (DP) en telde twee vicepremiers; aanvankelijk waren dit Etienne Schneider (LSAP) en Félix Braz (DG), maar beiden traden voortijdig af en werden als vicepremier opgevolgd door respectievelijk François Bausch (DG) en Dan Kersch (LSAP). Later werd Kersch op zijn beurt vervangen door Paulette Lenert. De naam van de regering luidde sinds deze laatste wijziging dan ook wel Bettel-Lenert-Bausch.
Bij de parlementsverkiezingen van 2023 verloor de regeringscoalitie haar meerderheid, waarna zij werd opgevolgd door de regering-Frieden-Bettel.

## Samenstelling
| Naam | Naam                                    | Partij | Ambt |
| ---- | --------------------------------------- | ------ | --- |
|      | Xavier Bettel                           | DP     | Premier / Minister van staat, Minister van Communicatie en Media, Minister van Administratieve Hervorming                                                                                   |
|      | Etienne Schneider (tot 4 februari 2020) | LSAP   | Vicepremier, Minister van Economische Zaken, Minister van Volksgezondheid |
|      | Felix Braz (tot 11 oktober 2019)        | DG     | Vicepremier, Minister van Justitie |
|      | Jean Asselborn                          | LSAP   | Minister van Buitenlandse en Europese Zaken, Minister van Immigratie en Asiel |
|      | Romain Schneider (tot 5 januari 2022)   | LSAP   | Minister van Sociale Zaken, Minister van Landbouw |
|      | François Bausch                         | DG     | Vicepremier (vanaf 11 oktober 2019), Minister van Defensie, Minister van Verkeer, Minister van Binnenlandse Veiligheid                                                                      |
|      | Sam Tanson                              | DG     | Minister van Cultuur, Minister van Huisvesting (tot 11 oktober 2019), Minister van Justitie (vanaf 11 oktober 2019)                                                                         |
|      | Pierre Gramegna (tot 5 januari 2022)    | DP     | Minister van Financiën |
|      | Dan Kersch (tot 5 januari 2022)         | LSAP   | Vicepremier (van 4 februari 2020 tot 5 januari 2022), Minister van Werkgelegenheid, Minister van Sport                                                                                      |
|      | Claude Meisch                           | DP     | Minister van Nationaal Onderwijs, Kinderen en Jeugd, Minister van Hoger Onderwijs en Onderzoek                                                                                              |
|      | Corinne Cahen (tot 15 juni 2023)        | DP     | Minister van Familie en Integratie, Minister van de Grote Regio |
|      | Carole Dieschbourg (tot 22 april 2022)  | DG     | Minister van Milieu |
|      | Marc Hansen                             | DP     | Minister van Openbare Diensten, Minister van Parlementaire Betrekkingen |
|      | Claude Turmes                           | DG     | Minister van Ruimtelijke Ordening, Minister van Energie, Minister van Milieu (waarnemend, van 22 april 2022 tot 2 mei 2022)                                                                 |
|      | Paulette Lenert                         | LSAP   | Vicepremier (vanaf 5 januari 2022), Minister van Consumentenbescherming, Minister van Ontwikkelingssamenwerking (tot 4 februari 2020), Minister van Volksgezondheid (vanaf 4 februari 2020) |
|      | Taina Bofferding                        | LSAP   | Minister van Binnenlandse Zaken, Minister van Gelijke Kansen |
|      | Lex Delles                              | DP     | Minister van Midden- en kleinbedrijf, Minister van Toerisme |
|      | Henri Kox (vanaf 11 oktober 2019)       | DG     | Minister van Huisvesting |
|      | Franz Fayot (vanaf 4 februari 2020)     | LSAP   | Minister van Economische Zaken, Minister van Ontwikkelingssamenwerking |
|      | Claude Haagen (vanaf 5 januari 2022)    | LSAP   | Minister van Sociale Zaken, Minister van Landbouw |
|      | Yuriko Backes (vanaf 5 januari 2022)    | DP     | Minister van Financiën |
|      | Georges Engel (vanaf 5 januari 2022)    | LSAP   | Minister van Werkgelegenheid, Minister van Sport |
|      | Joëlle Welfring (vanaf 2 mei 2022)      | DG     | Minister van Milieu |
|      | Max Hahn (vanaf 15 juni 2023)           | DP     | Minister van Familie en Integratie, Minister van de Grote Regio |